# Achilbay Ramatov

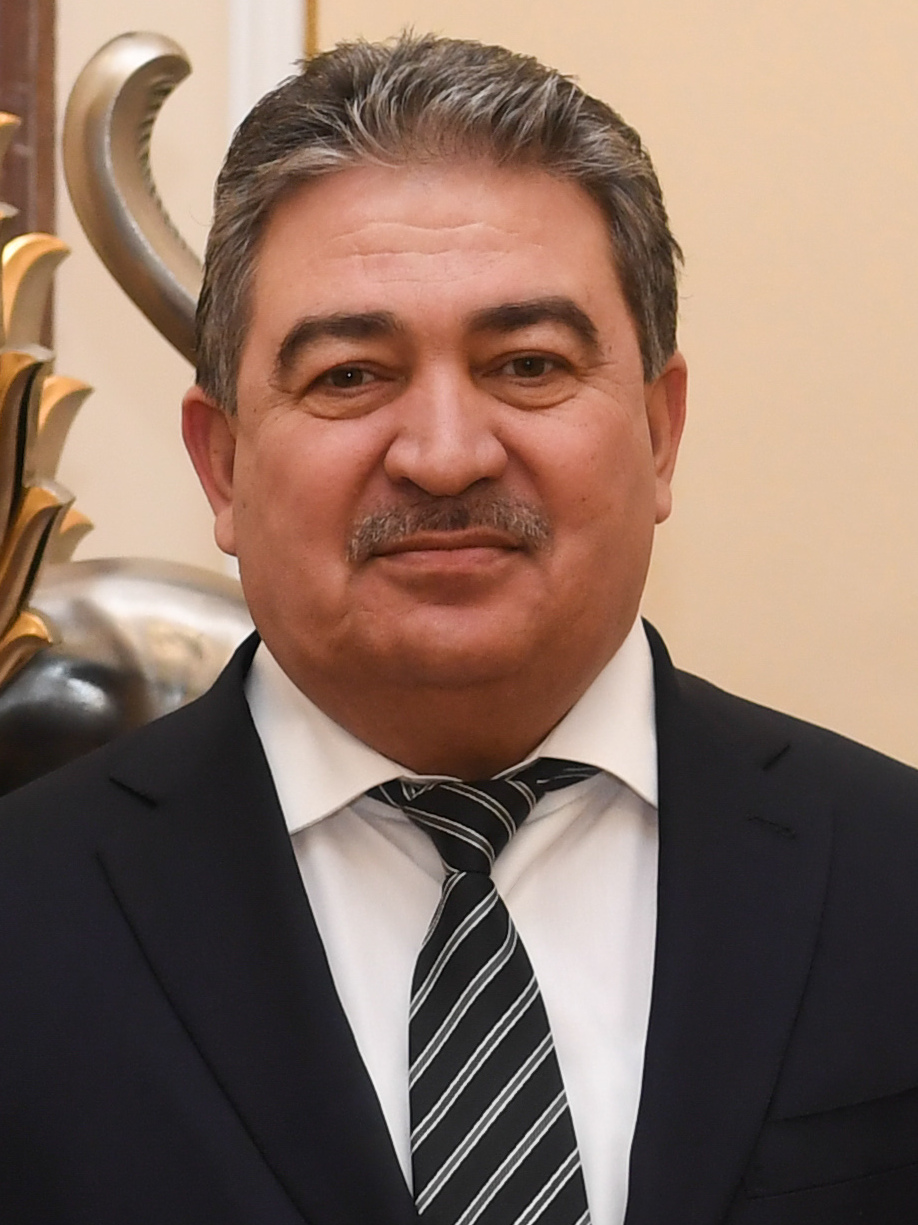
Achilbay Ramatov

Achilbay Jumaniyazovich Ramatov (russisch Ачилбай Жуманиязович Раматов, veraltete Transkription: Achilbay Zhumaniyazovich Ramatov) wurde 1962 im Bezirk Shavat, Region Khorezm, geboren und ist ein usbekischer Eisenbahner und Politiker.

## Leben
Achilbay Ramatov wurde 1962 in die Familie des Philosophieprofessors Jumaniyaz Ramatov im Bezirk Chawatsky des  Gebiets Khorezm geboren. Im Jahr 1988 absolvierte er das Taschkent Institut für Eisenbahningenieure in der Fachrichtung Maschinenbauingenieur.
Im März 1995 wurde er zum Generaldirektor der UP „Uzheldorremmash“ ernannt, im Mai 2001 zum Chief Manager-Chief Engineer von „Usbekiston Temir Yullari“; seit 2002 ist er Vorstandsvorsitzender des Unternehmens.
Von Dezember 2016 bis 5. Februar 2019 war Ramatov der erste stellvertretende Ministerpräsident von Usbekistan.
Vom 25. Januar 2018 bis 15. Juli 2019 war er Präsident des usbekischen Fußballverbandes.
Am 5. Februar 2019 wurde er zum Verkehrsminister Usbekistans ernannt und behielt das Amt des Ersten stellvertretenden Premierministers.
Am 21. Januar 2020 verließ er das Amt des Verkehrsministers und des Senats des Oliy Majlis.

## Auszeichnungen und Titel
- Held von Usbekistan (22. August 2013) für hervorragende Verdienste um den Staat und das Volk bei der Stärkung der Unabhängigkeit Usbekistans, der Stärkung seiner internationalen Autorität, langjährige und selbstlose Arbeit im Produktionssektor sowie einen großen Beitrag zur Erziehung der jungen Generation im Geiste des Patriotismus und der Hingabe an sein Volk.
- Orden „Vom Volk und vom Mutterland respektiert“ (25. August 2011) für die selbstlose Arbeit und die erreichten Erfolge bei der Stärkung der Unabhängigkeit und die Erhöhung der Wirtschaftskraft des Landes.
- Orden „Für den selbstlosen Dienst“ (22. August 2007) für großartige Dienstleistungen zur Stärkung des wirtschaftlichen Potenzials des Landes und zur erfolgreichen Umsetzung von Reformen, für langjährige fruchtbare Arbeit und einen wesentlichen Beitrag zur Entwicklung der Bereiche Eisenbahnverkehr und Bau, aktive Teilnahme am öffentlichen Leben.
- Orden der Freundschaft (15. November 2012, Russland) für den großen Beitrag zur Stärkung der Freundschaft und Zusammenarbeit mit der Russischen Föderation.
- Geehrter Industriearbeiter der Republik Usbekistan (16. Mai 2000) für langfristige gewissenhafte Arbeit, Erreichung hoher Produktionsindikatoren, großen Beitrag zur Bildung der jüngeren Generation im Geiste des Patriotismus und aktive Teilnahme am öffentlichen Leben.